# کلازولام
کلازولام (SAH-1123) که به آن ایزوکینازپون نیز گفته می‌شود، مشتقی از ساختار جوش‌خورده بنزودیازپین و تترا هیدرو ایزو کینولین است. این دارو در دهه ۱۹۶۰ توسعه یافت اما هرگز به بازار عرضه نشد. این ماده دارای اثرات ضد اضطرابی است و همچنین ادعا می‌شود که دارای خاصیت ضد افسردگی نیز می‌باشد.